# Rita Bullwinkel
Rita Bullwinkel (geboren am 2. September 1988 im Santa Clara County) ist eine US-amerikanische Schriftstellerin.

## Leben
Rita Bullwinkel besuchte die High School in Atherton und studierte an der Brown University mit einem Abschluss als B.A. im Jahr 2011 und an der Vanderbilt University mit einem M.F.A. in Kreativem Schreiben im Jahr 2016. Mit dem Schreiben begann sie eigenen Aussagen zufolge am College. Sie unterrichtet Kreatives Schreiben als Assistant Professor an der University of San Francisco und am California College of the Arts.
Im Sommer 2024 hatte sie die Picador-Professur der Universität Leipzig inne. Sie ist seit 2016 Mitarbeiterin beim Literaturmagazin McSweeney’s und seit 2024 Herausgeberin.
Bullwinkel veröffentlichte einen Band Kurzgeschichten Belly up, für den sie mit dem Believer Book Award 2018 und dem Whiting Award 2022 ausgezeichnet wurde. Mit ihrem Debütroman Headshot, der einen Boxkampf aus der Perspektive der miteinander kämpfenden weiblichen Teenager beschreibt, stand sie 2024 auf der Longlist des Booker Prize und 2025 für den Pulitzer-Preis. Sie lebt in San Francisco.

## Werke
- Belly up. A Strange Object Publishers, Austin 2018, ISBN 978-0-99851-843-5.
- Headshot. New York, Viking 2024, ISBN 978-1-91419-872-4.
  - Schlaglicht. Übersetzt von Christiane Neudecker. Berlin, Aufbau 2024, ISBN 978-3-35104-199-1.